# Eubazus subvagus
Eubazus subvagus är en stekelart som beskrevs av Vladimir Ivanovich Tobias 1986. Eubazus subvagus ingår i släktet Eubazus och familjen bracksteklar. Inga underarter finns listade i Catalogue of Life.